# 加比埃兒·梵·滋蘭
加比埃兒·梵·滋蘭（荷蘭語：Gabrielle van Zuylen，1933年7月9日—2010年7月3日），本名加比埃兒·安特麗·伊格萊西亞絲·貝籟耀·塔莉雅菲洛（西班牙語：Gabriëlle Andrée Iglesias Velayos y Taliaferro），頭銜梵·滋蘭男爵夫人，是一位法國-荷蘭籍景觀設計師和女性作家，她於1978年由《浮華世界》雜誌評選為最佳着裝女性之一。

## 生平
梵·滋蘭出生於東庇里牛斯省的佩皮尼昂，是西班牙駐佩皮尼昂領事的女兒。但她在美國長大並於拉德克利夫學院求學。她與荷蘭貴族蒂耶利·梵·滋倫男爵有過一段婚姻，離婚以後她和皮耶·羅拉相戀。她在瓦拉維爾擁有一片畜牧區，以及一座由羅素·佩奇設計的花園。她是國際樹木學協會和庭園愛好者組織成員。她與安妮塔·蓓蕾瑞合著的書籍《法國的私人花園》(Jardins privés en France) 獲得法蘭西學院獎。1994年出版的是文庫集的第207種書目，此書中譯本《世界花園》是「發現之旅叢書」第48冊，正體中文版由時報文化於1998年發行，簡體版由上海書店出版社於2001年發行。

## 書籍著述
- [4]
  - 《世界花園》，「發現之旅」（#48），臺北：時報文化，1998
  - 《世界花園：人間的伊甸園》，「發現之旅」（#48），上海：上海書店出版社，2001